# Kaitaia
Kaitaia is een plaats in de regio Northland op het Noordereiland van Nieuw-Zeeland, 160 kilometer ten noordwesten van Whangarei. Kaitaia Airport ontvangt regelmatig vluchten Auckland. Het is de grootste plaats in Northland en de meest noordelijke plaats in Nieuw-Zeeland van enige betekenis. 

## Industrie
Kaitaia heeft een subtropisch klimaat en kent dan ook geen echte winters. De belangrijkste industrieën zijn bosbouw en toerisme. Ook wordt in het gebied veel avocado en druiven verbouwd. Daarmee is de wijnproductie ook hier op gang gekomen.

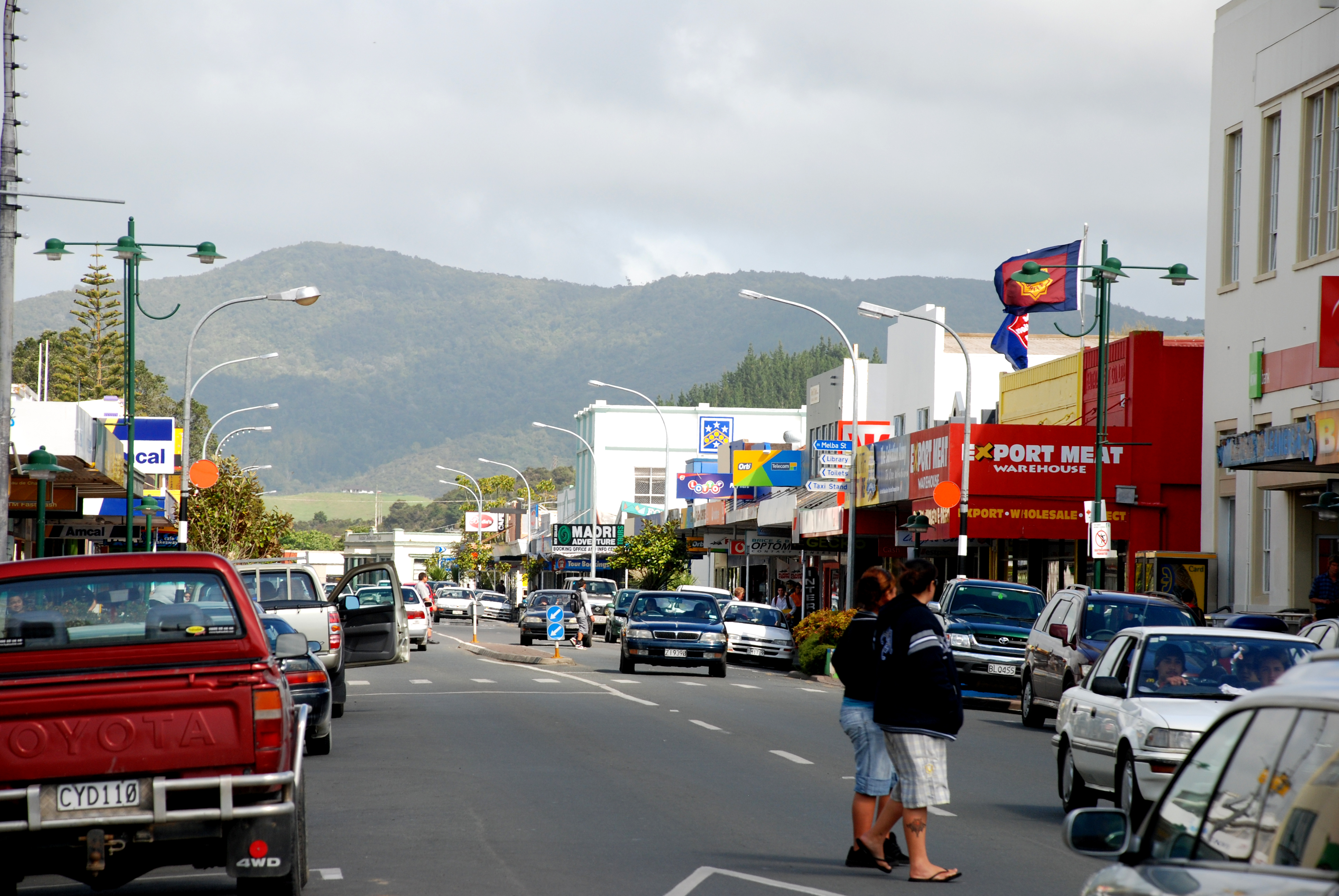
Hoofdstraat van Kaitaia